# Région d'Arusha
Pour les articles homonymes, voir Arusha (homonymie).
La région d'Arusha est une subdivision du nord de la Tanzanie. Sa capitale administrative est la ville d'Arusha.
Il s'agit de l'une des 26 régions administrative de la Tanzanie. Elle comporte 5 districts :
- Ngorongoro
- Monduli
- Karatu
- Arumeru
- Arusha.

Cette région est très touristique. En effet, elle abrite de nombreux parcs nationaux et réserves, et les touristes du monde entier viennent y faire des safaris. On y trouve aussi le célèbre cratère du Ngorongoro, la plus grande caldeira intacte et non submergée au monde. 

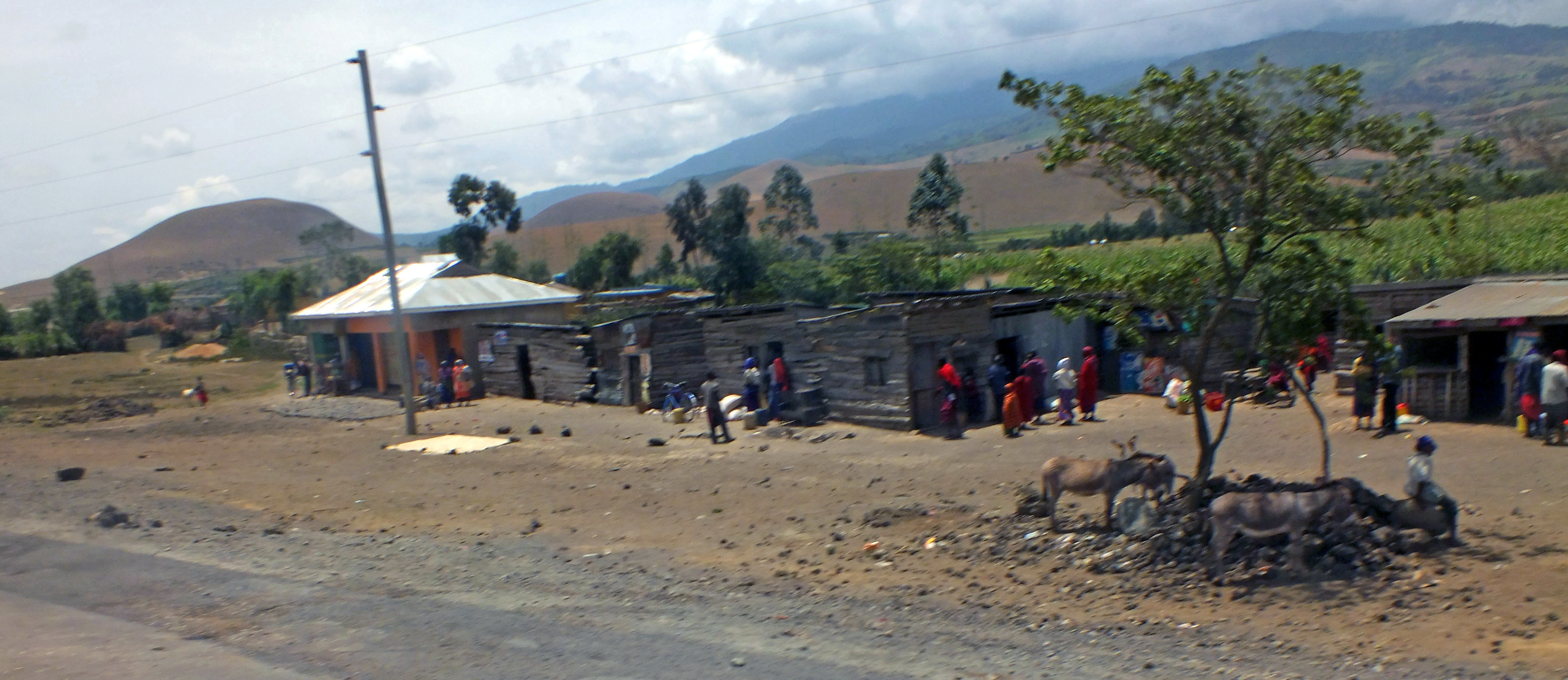
Un village typique du bord de la route dans la région d'Arusha.